# Ladevèze-Ville
Ladevèze-Ville település Franciaországban, Gers megyében. Lakosainak száma 214 fő (2022. január 1.). Ladevèze-Ville Labatut-Rivière, Armentieux, Ladevèze-Rivière, Saint-Aunix-Lengros és Tieste-Uragnoux községekkel határos.

## Népesség
A település népességének változása:
| Lakosok száma | 241  | 254  | 250  | 261  | 265  | 262  | 236  | 220  | 217  | 214  |
|               | 1968 | 1982 | 1990 | 2006 | 2013 | 2015 | 2017 | 2019 | 2020 | 2022 |